# Hypnotic Eye
Hypnotic Eye — двенадцатый и последний студийный альбом рок-группы Tom Petty and the Heartbreakers, изданный в 2014 году лейблом Reprise Records. Альбом дебютировал на 1-й строчке в американском хит-параде Billboard 200 при тираже в 131 000 экземпляров в первую неделю, что сделало его первым в карьере группы диском, возглавившим этот рейтинг, со времени их дебюта в этом чарте в 1977 году. Ранее лучшим достижением Tom Petty and the Heartbreakers было второе место у диска Mojo в 2010 году.

## Об альбоме
Работа над Hypnotic Eye велась группой с 2011 по 2014 год в репетиционной базе The Clubhouse (Лос-Анджелес) и личной студии Тома Петти (Малибу). «На создание 10-ти или 11-ти действительно хороших песен требуется время» — пояснил столь немалый отрезок времени лидер The Heartbreakers. Коллектив отстранился от звучания предшественника Hypnotic Eye, Mojo (2010), вернувшись к эстетике своих пластинок 70-х: Tom Petty and the Heartbreakers (1976) и You’re Gonna Get It! (1978). Как итог — незамутнённо рок-н-ролльный Hypnotic Eye производит впечатление джема, исполняемого группой в реальном времени.

## Отзывы
Музыкальные критики встретили новый диск The Heartbreakers с почтением. Нил Маккормик из The Telegraph написал: «Каждый трек подан с поджарым драйвом, умные тексты смешаны с ловкой ритм-секцией, пронизаны змеистыми фигурами соло-гитары, яркими брызгами органа Хаммонда и мерцающей атмосферой шестиструнных сладостей 60-х». Эрик Риш из PopMatters резюмировал: «Пока их сверстники щеголяют юбилейными гастролями, не выпуская новые альбомы годами, если не десятилетиями, Том Петти и The Heartbreakers полны жизни, продолжая удивлять высокоценной музыкой, существующей своевременно и вне времени».
«Hypnotic Eye — крайне крепкий и сильный альбом с несколько суровым, боевым настроем, полный энергии и заряженности. Плотный, четкий, структурированный звук; сильный материал с безупречными музыкальными основами и отлично, драйвово исполненный», — отметил обозреватель журнала InRock Сергей Косик.

## Список композиций
Слова и музыка всех песен — Тома Петти, за исключением «Fault Lines» — Петти в соавторстве с Майком Кэмпбеллом.
| №   | Название                | Длительность |
| --- | ----------------------- | ------------ |
| 1.  | «American Dream Plan B» | 3:00         |
| 2.  | «Fault Lines»           | 4:28         |
| 3.  | «Red River»             | 3:59         |
| 4.  | «Full Grown Boy»        | 3:26         |
| 5.  | «All You Can Carry»     | 4:34         |
| 6.  | «Power Drunk»           | 4:39         |
| 7.  | «Forgotten Man»         | 2:48         |
| 8.  | «Sins of My Youth»      | 3:49         |
| 9.  | «U Get Me High»         | 4:11         |
| 10. | «Burnt Out Town»        | 3:05         |
| 11. | «Shadow People»         | 6:37         |

Бонус-треки
| №   | Название       | Длительность |
| --- | -------------- | ------------ |
| 12. | «Playin’ Dumb» | 4:07         |

## Участники записи
The Heartbreakers
- Том Петти — вокал, ритм-гитара
- Майк Кэмпбелл — соло-гитара
- Бенмонт Тенч[англ.] — фортепиано, электрическое фортепиано, орган
- Рон Блэр[англ.] — бас-гитара
- Скотт Терстон[англ.] — ритм-гитара, губная гармоника
- Стив Ферроне[англ.] — ударные, перкуссия

## Позиции в хит-парадах
| Чарт           | Место | Чарт      | Место |
| -------------- | ----- | --------- | ----- |
| Австралия      | 30    | Норвегия  | 16    |
| Австрия        | 18    | США       | 1     |
| Германия       | 5     | Финляндия | 49    |
| Новая Зеландия | 10    | Швейцария | 14    |